# Lepidorhombus whiffiagonis
Il rombo giallo (Lepidorhombus whiffiagonis), è un pesce di mare della famiglia Scophthalmidae.

## Distribuzione e habitat
Questo pesce è diffuso in maniera irregolare nel mar Mediterraneo, ad esempio nei mari italiani è frequente solo nel mar Ligure mentre altrove è poco comune. In Oceano Atlantico è presente dalle coste meridionali norvegesi al sud del Marocco.

Si tratta di una specie di profondità, presente su fondi fangosi tra 10 e 600 metri di profondità ma rara al di sopra dei 250 metri. I giovani vivono a profondità maggiori rispetto agli adulti.

## Descrizione
Questo pesce ha il caratteristico aspetto dei pesci piatti, il lato oculare è il sinistro. Ha una corpo più slanciato rispetto al rombo chiodato ed al rombo liscio, con occhi più grandi, bocca grande ma che non supera gli occhi e muso molto appuntito. La mandibola è nettamente sporgente. L'occhio superiore è leggermente più indietro rispetto all'altro. 

Il colore è bruno giallastro con minuti punti scuri e macchie indefinite. L'assenza di macchie nere nella parte posteriore delle pinne dorsale ed anale è il miglior mezzo per distinguerlo dall'affine rombo quattrocchi.

Raggiunge i 60 cm ma in media gli esemplari misurano sui 25 cm.

## Riproduzione
Depone uova pelagiche alla fine dell'inverno.

## Pesca
Si cattura con le reti a strascico ed ha carni buone ma è così irregolare da avere importanza praticamente nulla.

## Curiosità
Il nome inglese di sail fluke ovvero "rombo veleggiatore" deriva dalla leggenda che questo pesce in determinate situazioni risalga fino in superficie e tiri fuori la pinna caudale fuor d'acqua utilizzandola come piccola vela per spostarsi. Non si sa che attendibilità possa avere questa voce.